# Annie Borckink
Anna Johanna Geertruida Maria "Annie" Borckink, född 17 oktober 1951, är en nederländsk före detta skridskoåkare.
Borckink blev olympisk guldmedaljör på 1 500 meter vid vinterspelen 1980 i Lake Placid.